# Phyllostomus latifolius
Phyllostomus latifolius är en fladdermusart som först beskrevs av Thomas 1901.  Phyllostomus latifolius ingår i släktet Phyllostomus och familjen bladnäsor. IUCN kategoriserar arten globalt som livskraftig. Inga underarter finns listade i Catalogue of Life.
Arten förekommer i norra Sydamerika i Colombia, Venezuela, regionen Guyana och norra Brasilien. Troligen föredrar Phyllostomus latifolius samma habitat som andra fladdermöss av samma släkte. Den vilar bland annat i grottor, ibland tillsammans med fladdermöss av släktet Carollia.